# Colette Besson
Colette Besson (Saint-Georges-de-Didonne, 7 aprile 1946 – Angoulins, 9 agosto 2005) è stata una velocista e mezzofondista francese, vincitrice della medaglia d'oro nei 400 metri piani ai Giochi olimpici di Città del Messico 1968.

## Biografia
Prima  dei giochi olimpici del 1968 Besson, che lavorava come insegnante d'educazione fisica, era quasi sconosciuta come atleta.
Nella finale dei 400 piani, la cui favorita era la britannica Lillian Board, Besson era quinta fino ai 300 metri poi, con un eccezionale recupero, riuscì a rimontare e a battere Board di un decimo di secondo, chiudendo la gara con il tempo di 52"03 (record olimpico ed europeo), abbassando di 1,8 secondi il suo record personale.
L'anno successivo Besson partecipò ai campionati europei; in finale arrivò sul traguardo testa a testa con la connazionale Nicole Duclos, entrambe fecero segnare il nuovo record mondiale in 51"7, ma la vittoria venne assegnata alla Duclos, dopo un lungo esame del fotofinish.
La Besson e la Duclos, insieme a Bernadette Martin ed Eliane Jacq, fecero segnare un altro record mondiale (3'30"8) nella staffetta 4×400 metri, anche in questo caso la Besson (ultima frazionista), superò la linea del traguardo insieme alla britannica Lillian Board, e nuovamente, il fotofinish decretò che la francese era arrivata seconda.
Nel 1971 vinse tre medaglie (tra cui l'oro nei 400 m) ai Giochi del Mediterraneo di Smirne.
Si qualificò per i giochi olimpici di Monaco di Baviera 1972, ma fu eliminata nelle batterie dei 400 m, mentre arrivò quarta con la staffetta 4×400 m.
Si ritirò dall'atletica nel 1977 e si sposò con Jean-Paul Noguès allenatore della nazionale di atletica del Togo, dove visse per un certo periodo, ed ebbe due figlie: Sandrine e Stéphanie.
Nel 2003 le fu diagnosticato un tumore al polmone, malattia che la portò alla morte il 9 agosto 2005 a 59 anni.

## Palmarès
| Anno | Manifestazione          | Sede              | Evento      | Risultato        | Prestazione | Note                  |
| ---- | ----------------------- | ----------------- | ----------- | ---------------- | ----------- | --------------------- |
| 1968 | Giochi olimpici         | Città del Messico | 400 m piani | Oro              | 52"03       | Record olimpico       |
| 1969 | Europei indoor          | Belgrado          | 400 m piani | Oro              | 54"0        | Record dei campionati |
| 1969 | Europei                 | Atene             | 400 m piani | Argento          | 51"75       |                       |
| 1969 | Europei                 | Atene             | 4×400 m     | Argento          | 3'30"8      |                       |
| 1970 | Europei indoor          | Vienna            | 400 m piani | Bronzo           | 53"6        |                       |
| 1971 | Europei indoor          | Sofia             | 800 m piani | 4ª               | 2'07"5      |                       |
| 1971 | Europei                 | Helsinki          | 400 m piani | 7ª               | 53"7        |                       |
| 1971 | Giochi del Mediterraneo | Smirne            | 400 m piani | Oro              | 53"0        |                       |
| 1972 | Europei indoor          | Grenoble          | 400 m piani | 4ª               | 55"64       |                       |
| 1972 | Europei indoor          | Grenoble          | 4×360 m     | Bronzo           | 3'11"3      |                       |
| 1972 | Giochi olimpici         | Monaco            | 400 m piani | Quarti di finale | 53"39       |                       |
| 1972 | Giochi olimpici         | Monaco            | 4×400 m     | 4ª               | 3'27"52     |                       |
| 1973 | Europei indoor          | Rotterdam         | 800 m piani | 6ª               | 2'08"61     |                       |
| 1973 | Europei indoor          | Rotterdam         | 4×360 m     | Argento          | 3'11"20     |                       |
| 1975 | Europei indoor          | Katowice          | 800 m piani | 5ª               | 2'11"5      |                       |
| 1977 | Europei indoor          | San Sebastián     | 800 m piani | Batteria         | 2'06"9      |                       |